# Onosma nanum
Onosma nanum är en strävbladig växtart som beskrevs av Dc. Onosma nanum ingår i släktet Onosma och familjen strävbladiga växter. Inga underarter finns listade i Catalogue of Life.

## Bildgalleri

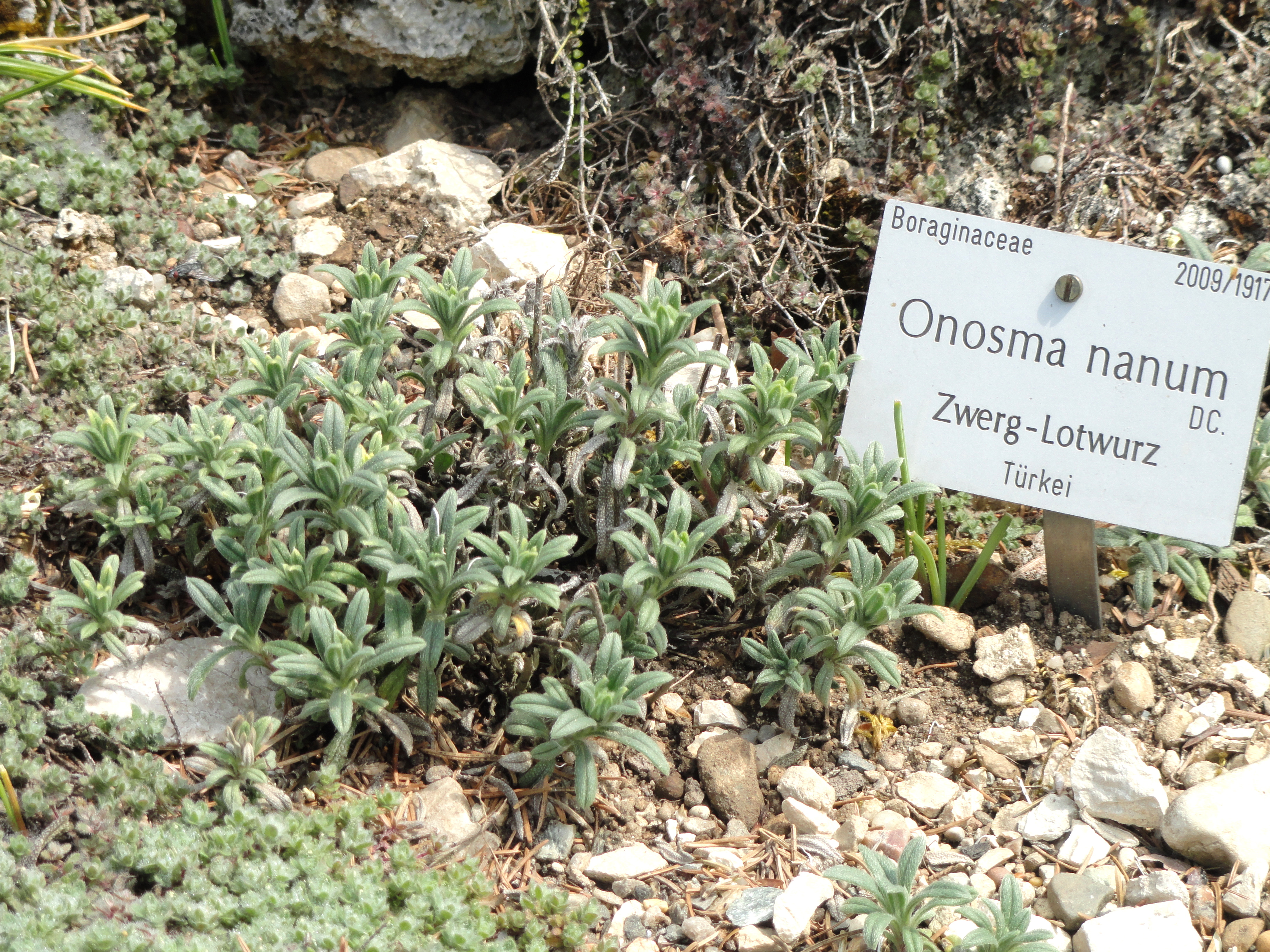